# Hall in Tirol (stacja kolejowa)
Hall in Tirol (niem: Bahnhof Hall in Tirol) – stacja kolejowa w Hall in Tirol, w kraju związkowym Vorarlberg, w Austrii. Znajduje się na linii Kufstein – Innsbruck i jest częścią systemy S-Bahn w Innsbrucku.

## Linie kolejowe
- Kufstein – Innsbruck